# ロチャ県
ロチャ県（ロチャけん、西: Departamento de Rocha）は、ウルグアイ南東部に位置する県。1881年8月1日に設立された。県都はロチャ。
ラ・パロマ海水浴場やポロニオ岬などを中心として自然が広がっており、この県を中心としたウルグアイ東部は「東部湿地帯生物保護地区」として国際連合教育科学文化機関（ユネスコ）の生物圏保護地に指定されている。

## 経済
ビーチの県として知られており、沿岸部では夏場多くの観光客で賑わう。内陸部では大牧場での農業が盛んである。これらを生かした観光業と農業が主要産業となっている。

## 隣接する県
- トレインタ・イ・トレス県
- リオグランデ・ド・スル州
- マルドナド県
- ラバジェハ県

## 人口集積地
人口データは2011年の国勢調査による。
| 都市                         | 人口   |
| ---------------------------- | ------ |
| ロチャ                       | 25,422 |
| チュイ                       | 9,675  |
| カスティージョス             | 7,541  |
| ラスカノ                     | 7,645  |
| ラ・パロマ                   | 3,495  |
| セボジャティ                 | 1,609  |
| ラ・アグアダ・コスタ・アスル | 1,090  |
| ベラスケス                   | 1,022  |

## ギャラリー

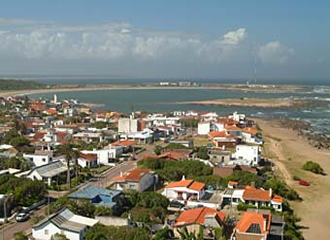
ラ・パロマ海水浴場
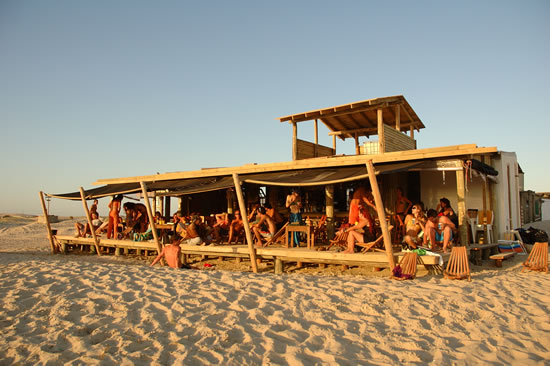
ポロニア岬